# 남부밭쥐
남부밭쥐(학명 : Microtus levis)는 밭쥐속에 속하는 설치류의 일종이다. 알바니아와 불가리아, 핀란드, 그리스, 이란, 스발바르 제도(실수로 도입되었다.), 마케도니아, 루마니아, 러시아, 세르비아 몬테네그로, 슬로바키아, 터키, 우크라이나, 노르웨이에서 발견된다. 스발바르 제도에서는 1960년에 그루망 지역에서 처음 발견되었고, 1990년 유전학 분석을 통해 정확히 동정이 되기 전까지는 유라시아밭쥐로 간주했다.